# Saints Row (videojuego de 2022)
Saints Row es un videojuego de acción-aventura desarrollado por Volition y publicado por Deep Silver. Es un reinicio de la serie Saints Row, y la quinta entrega principal, después de Saints Row IV de 2013. Fue lanzado el 23 de agosto de 2022 para Microsoft Windows, PlayStation 4, PlayStation 5, Xbox One, Xbox Series X/ S y Google Stadia. Ambientada en la ciudad ficticia de Santo Ileso, basada libremente en Las Vegas, la historia de un jugador sigue a un grupo de cuatro amigos que forman su propia banda de forajidos llamada The Saints, que posteriormente amplían tomando el poder a otras organizaciones criminales de la ciudad.
El juego se juega desde una perspectiva en tercera persona y su mundo se navega a pie o en vehículo. Los jugadores pueden luchar contra los enemigos usando una variedad de armas de fuego y otras herramientas, y llamar a pandilleros no jugables para que los ayuden. De manera similar a los títulos anteriores de Saints Row, los jugadores controlan al líder de la pandilla, apodado "el jefe", que presenta rasgos altamente personalizables. Fuera de la historia principal, los jugadores pueden explorar libremente Santo Illeso y participar en varias actividades secundarias diferentes. También se incluye un modo cooperativo multijugador en línea, que permite que dos jugadores jueguen juntos la campaña para un jugador mientras progresan en su propio juego.
Los desarrolladores de Saints Row intentaron que el juego volviera a una mezcla de drama y comedia que había estado presente en juegos anteriores de la serie. Tras su anuncio en agosto de 2021, Saints Row recibió reacciones mixtas de los fanáticos, y algunos expresaron su preocupación por el tono del juego. Finalmente recibió críticas mixtas de los críticos.

## Jugabilidad
De manera similar a las entregas anteriores de la serie, Saints Row es un mundo abierto juego de acción con elementos de shooter en tercera persona donde los jugadores completan misiones—escenarios lineales con objetivos establecidos—para avanzar a través de la historia principal. Fuera de las misiones, los jugadores pueden deambular libremente por el mundo del juego y completar actividades secundarias opcionales. El escenario del juego, la ciudad ficticia de Santo Ileso, se divide en nueve distritos, en los que los jugadores tendrán que trabajar para hacerse cargo en nombre de su pandilla, The Saints, obteniendo ciertos beneficios en el proceso. Después de apoderarse de un distrito, los jugadores pueden usar lotes vacíos que se encuentran allí para iniciar negocios ilegítimos con fachadas legítimas para ayudar a financiar y beneficiar a la pandilla. La ciudad incluye áreas más verticales con herramientas que el jugador podrá usar para aprovechar eso. El juego de conducción se ha mejorado con respecto a los juegos anteriores de Saints Row para fomentar el uso de vehículos como armas junto con las armas.
El juego incluye un creador de personajes detallado para el personaje del jugador, incluida la selección de género. Además de la apariencia de su personaje, los jugadores también pueden personalizar sus armas y vehículos. Hay un modo multijugador cooperativo directo que permite que dos jugadores jueguen juntos al mismo tiempo, y cada jugador usa su propio personaje Boss personalizado y progresa en sus propias misiones.

## Sinopsis

### Ambientación
Saints Row está ambientada en la ciudad ficticia de Santo Ileso, ubicada en el suroeste de Estados Unidos y modelada a partir de Las Vegas, Nevada. Al comienzo del juego, la ciudad está controlada por dos pandillas en guerra: Los Panteros, una valiente pandilla orientada a los vehículos y al acondicionamiento físico que dirige una red de contrabando; y los Idols, una anarco-comunista pandilla enfocada en clubes y vida nocturna. Una tercera facción, Marshall Defense Industries, una corporación militar privada internacional conocida por su armamento de alta tecnología, también tiene su sede en Santo Ileso e intenta erradicar toda la presencia de pandillas en la ciudad mientras aumenta su propia influencia.
El personaje del jugador, conocido simplemente como "el jefe", es un exmiembro de Marshall que forma su propia pandilla, The Saints, con la ayuda de sus amigos: Eli, un inversionista y emprendedor en apuros que planifica la mayoría de las operaciones de la pandilla; Kevin, un aspirante a chef que anteriormente trabajó como DJ para los Idols y se encarga de la ejecución de los atracos de los Saints; y Neenah, una especialidad en arte y ex mecánica de Los Panteros que se desempeña como conductora de la pandilla.

### Trama
En su primer día de trabajo para Marshall Defense Industries, Boss detiene al notorio bandido "The Nahualli", pero su estricta superior, Gwen Theriault, le niega una bonificación por desempeño. Sin embargo, regresan a su departamento para celebrar su éxito con sus amigos y compañeros de cuarto: Eli, Kevin y Neenah. Aunque están afiliados a grupos rivales, los cuatro siguen siendo más leales entre sí y, a menudo, participan juntos en actividades delictivas para pagar el alquiler y los préstamos estudiantiles.
The Boss luego ayuda a Marshall a recuperar un artefacto maya robado de un convoy de contrabando de Los Panteros, evadiendo por poco al líder de la pandilla, Sergio Vélez. El fundador de la compañía, Atticus Marshall, elogia al Jefe por su desempeño y lo asciende a jefe de seguridad del museo antes de una gala de presentación del artefacto. Los ídolos y Los Panteros atacan la gala para robar el artefacto para sí mismos, y los primeros tienen éxito. Aunque el Jefe salva la vida de Myra Starr, miembro de la junta de Marshall, Atticus los despide por no proteger el artefacto.
La noche siguiente, Kevin y Eli asisten a una fiesta de ídolos en un resort local, que es atacado por Los Panteros. Eli resulta herido y uno de los líderes de los ídolos es asesinado por los cuatro después de que Kevin rechaza una orden de matar a sus amigos. Ahora que tanto los ídolos como Los Panteros los tienen como objetivo, el grupo decide iniciar su propia organización criminal. Utilizan una iglesia abandonada como sede y adoptan el apodo de "Los Santos".
Los Saints se enfrentan a los Idols y Los Panteros para ganar territorio y, para fastidiar a Marshall, Boss ayuda a Eli a derrotar a Gwen en su torneo LARP favorito. Para cubrir los costos operativos, el grupo decide robar un cargamento de Reserva Federal efectivo a bordo de un tren. The Boss saca a The Nahualli de la prisión para ayudarlos con el atraco, y forman un vínculo con él. Los Panteros también intentan robar el tren, pero los Santos se ocupan de ellos (con Los Nahualli matando personalmente a Vélez) y escapan con el dinero. The Boss y Kevin más tarde roban el artefacto de la base de operaciones de los Idols a bordo de un yate, matando a dos líderes más de la pandilla en el proceso.
El asesor legal de Marshall se acerca a los Saints y les informa que las compañías fachada han sido legalmente declaradas subsidiarias de Marshall, debido a que el Jefe firmó un acuerdo de no competencia al momento de su contratación. The Boss y Eli asaltan la sede de Marshall para exigir el regreso de sus empresas, pero solo encuentran a Myra Starr, ya que Atticus ya ha huido del edificio. Myra revela su antiguo deseo de usurpar a Atticus como presidente de la empresa, pero explica que si Atticus muere, el papel pasaría a sus parientes más cercanos. Myra y el jefe colaboran para reducir el precio de las acciones de la empresa mediante el uso de un tanque Marshall para causar destrucción en la ciudad, lo que provocó una votación en la junta sobre si reemplazar a Atticus con Myra. La votación llega a un empate, que se rompe cuando el Jefe vota usando un asiento momentáneo otorgado por Myra. Atticus es despedido (y luego potencialmente asesinado por el Jefe), y Myra usa su nueva posición para devolver los activos de los Santos antes de separarse de ellos amistosamente.
Varios meses después, durante una fiesta organizada por los Saints para celebrar sus éxitos, The Nahualli regresa para aceptar la invitación del Boss para unirse oficialmente a la pandilla. Sin embargo, mientras está solo con el Jefe, El Nahualli los traiciona y los apuñala antes de explicar sus celos por la vida del Jefe y su deseo de reemplazarlos. Luego entierra vivo al Jefe mientras sus hombres atacan la fiesta y secuestran a Eli, Kevin y Neenah, a quienes The Nahualli posteriormente obliga a actuar como sus amigos. Sobreviviendo al entierro, Boss rastrea a The Nahualli hasta un casino vacío, donde lo matan y rescatan a sus amigos. Luego, los cuatro brindan por su amistad mientras disfrutan de la puesta de sol en la azotea.

## Desarrollo
THQ Nordic anunció en agosto de 2019 que Volition estaba desarrollando una entrada completa en la serie Saints Row. La organización matriz Koch Media, propietaria de la propiedad intelectual de Saints Row, dijo que le estaban dando al desarrollador tiempo y espacio para hacer el juego que consideraban adecuado. La serie tuvo una historia difícil en los años previos al desarrollo del reinicio. El anterior juego completo de la serie fue Saints Row IV (2013), al que siguió una expansión independiente titulada Saints Row: Gat out of Hell (2015). Una serie derivada, Agents of Mayhem (2017), se vendió mal y provocó despidos en Volition. Saints Row se anunció oficialmente como un reinicio de la franquicia en la Gamescom de agosto de 2021, que se encontró con una opinión dividida en las redes sociales por no conservar la "sensación" de las entradas de la serie anteriores.
El reinicio tenía la intención de alejarse del tono "loco" de Saints Row IV y juegos posteriores de la serie, en lugar de recuperar el equilibrio entre la comedia y la seriedad que tenía Saints Row 2. Jeremy Bernstein de Volition comparó Saints Row IV con Moonraker de la serie de películas James Bond, habiendo ido tan lejos del ámbito de la realidad que necesitan Vuelva a ponerlo en marcha. El director de desarrollo de Studio, Jim Boone, agregó que el clima social actual había superado el tono de los juegos anteriores de "Saints Row". Algunos de los elementos más lascivos como el dildo púrpura gigante que podría usarse como arma fueron eliminados por este motivo. La desarrolladora del juego, Volition, consideró las películas de acción como puntos de referencia para lo que querían que experimentaran los jugadores, incluido el movimiento vehicular para sentirse bien de Baby Driver, el combate brutal y estilizado de John Wick, y la extravagancia de Hobbs & Shaw, "ese sabor a Saints Row".
Saints Row estaba originalmente programado para lanzarse el 25 de febrero de 2022 para las plataformas PlayStation 4, PlayStation 5, Xbox One, Xbox Series X/S, Windows y Stadia; sin embargo, luego se retrasó hasta el 23 de agosto de 2022. El lanzamiento para PC es exclusivo del mercado digital Epic Games Store. Un pase de expansión posterior al lanzamiento incluirá al menos tres piezas de contenido descargable. Un bono de pre-pedido y ediciones especiales solo digitales incluyen contenido cosmético adicional.

## Recepción
Saints Row recibió reseñas "mixtas o promedio", según el agregador de reseñas Metacritic.
El juego en el lanzamiento sufrió una gran cantidad de errores y problemas técnicos, con un parche del primer día programado para solucionarlos.

### Ventas
Según la empresa matriz de Volition Embracer Group, las ventas de pedidos anticipados de Saints Row habían superado las expectativas del editor. Saints Row fue el juego físico más vendido en el Reino Unido, encabezó las listas en su primera semana de lanzamiento y vendió más de cinco veces la cantidad de unidades que el juego de Volition de 2017, Agents of Mayhem. Para la semana 2 de ventas en el Reino Unido, Saints Row experimentó una caída del 80% en las ventas, cayendo del número 1 al 6 en la lista. Durante agosto, Saints Row fue el juego digital más vendido y el segundo juego físico más vendido detrás de Lego Star Wars: The Skywalker Saga. En Japón, durante su primera semana de lanzamiento, la versión de PlayStation 4 fue el noveno juego minorista más vendido, con 10.013 copias físicas vendidas; la versión de PlayStation 5 fue el duodécimo juego minorista más vendido, con 7622 copias físicas vendidas.